# إنفنيون
إنفنيون تيكنولوچيز (بالألمانية: Infineon Technologies AG) هي شركة ألمانية تصنع أشباه الموصلات. تأسست عام 1999، بعد فصل قطاع أشباه الموصلات في شركة سيمنز أيه چي. يعمل بالشركة حوالي 46,665 موظفًا وهي تعد من أكبر الشركات في مجالها على مستوى العالم. وتعد من رواد السوق في قطاعي السيارات وأشباه الموصلات عالية القدرة. في السنة المالية 2020 حققت الشركة مبيعات قيمتها 8,6 مليار يورو. اشترت إنفنيون الشركة الأمريكية سايبرس في أبريل 2020.

## الأسواق
تقدم إنفنيون منتجات أشباه الموصلات وأنظمتها في قطاعات السيارات والقطاع الصناعي وأسواق أخرى بالإضافة إلى منتجات لبطاقات الرقاقات والأمن. ولدى الشركة أفرع تابعة في الولايات المتحدة (ميلبيتاس، كالفورنيا)؛ وفي منطقة الهادئ-آسيا في سنغافورة وطوكيو.
للشركة عدد من المرافق في أوروبا، حيث توجد منشأة في درسدن وقسم الإلكترونيات عالية القدرة في فارشتاين، ألمانيا؛ فيلاخ وجراتس في النمسا؛ وسجليد في المجر؛ وفي إيطاليا أيضًا. تشغل الشركة أيضًا مراكز بحث وتطوير في كل من فرنسا ورومانيا والمملكة المتحدة وتايوان وسنغافورة والهند. كما توجد مراكز تصنيع في الصين وسنغافورة وماليزيا وإندونيسيا. ويوجد أيضًا مركز خدمة مشترك في مايا، البرتغال.
الشركة مدرجة في مؤشر داكس التابع لبورصة فرانكفورت.
بعد العديد من عمليات إعادة الهيكلة، أصبحت الشركة تقسم أعمالها إلى 4 مجالات: السيارات، التحكم الصناعي، أنظمة المستشعرات والقوى، الأنظمة المشبكة المؤمنة.

### السيارات
تقدم إنفنيون منتجات أشباه الموصلات الخاصة بجموعات الدفع (التحكم بالمحرك)، وإلكترونيات الراحة (التوجيه، مكيف الهواء، امتصاص الصدمات) وأنظمة الأمان (الوسائد الهوائية، نظام التثبيت الإلكتروني، ونظام منع انغلاق المكابح). تتضمن منتجات الشركة المتحكمات الدقيقة وإلكترونيات القدرة العالية والمستشعرات. في العام المالي 2018، المنتهي في سبتمبر، كانت مبيعات هذا القطاع في الشركة €3,284 مليون.

### التحكم في الطاقة لأغراض الصناعة
القسم الصناعي في الشركة يقدم المنتجات القائمة على أشباه الموصلات التي تستخدم لتوليد والتحكم واستهلاك القوى الكهربائية. تطبيقاتها تتضمن التحكم بالسواقات الكهربائية للأغراض الصناعية والأجهزة المنزلية، والوحدات التي تدخل في توليد الطاقة المتجددة، ونقل والاحتفاظ بالطاقة. حقق هذا القطاع 1,323 مليون يورو في العام المالي 2018.